# Nikkor

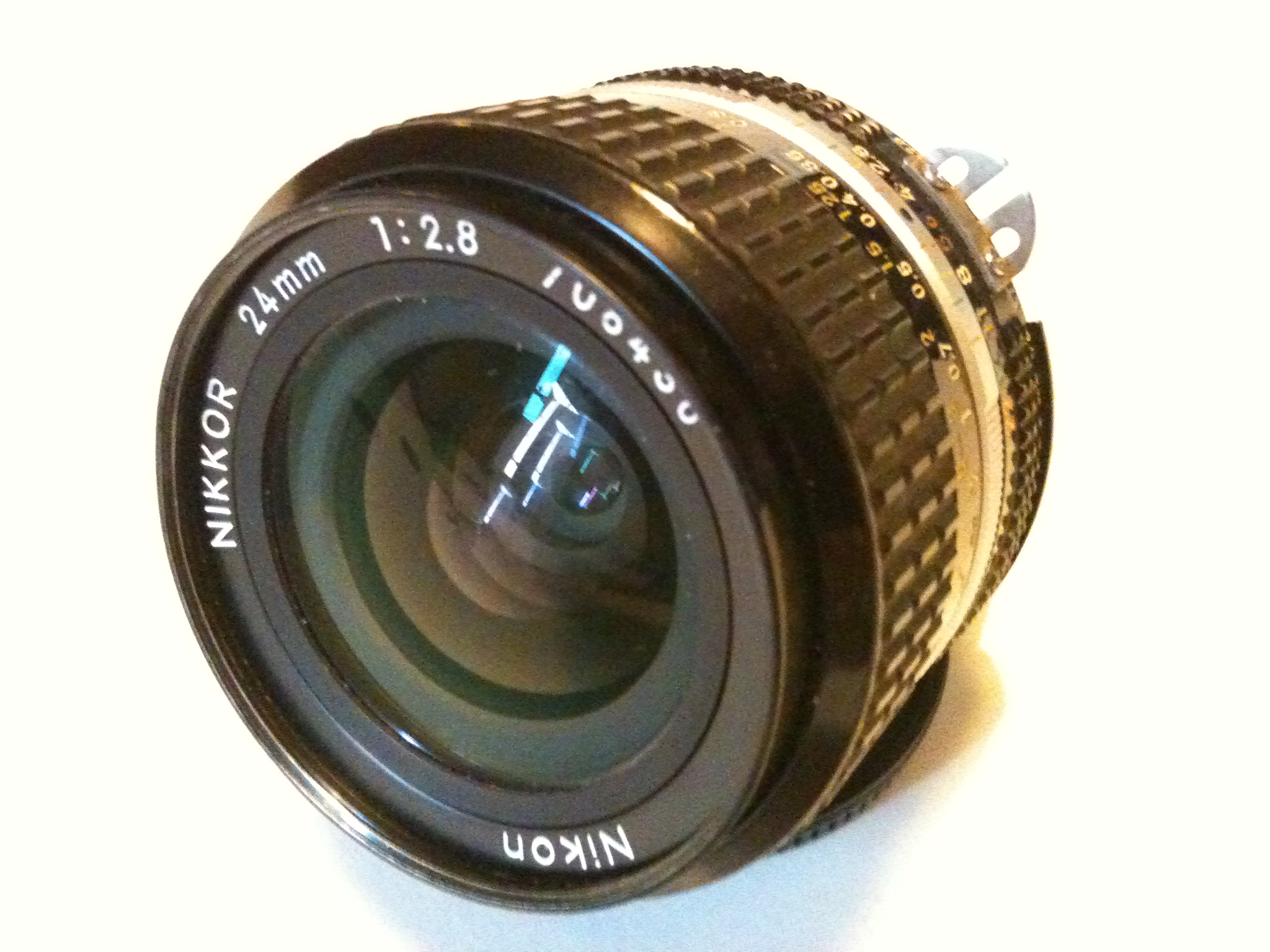
Objectif de marque Nikon Nikkor 24 mm f/1:2.8 en monture AI-S.

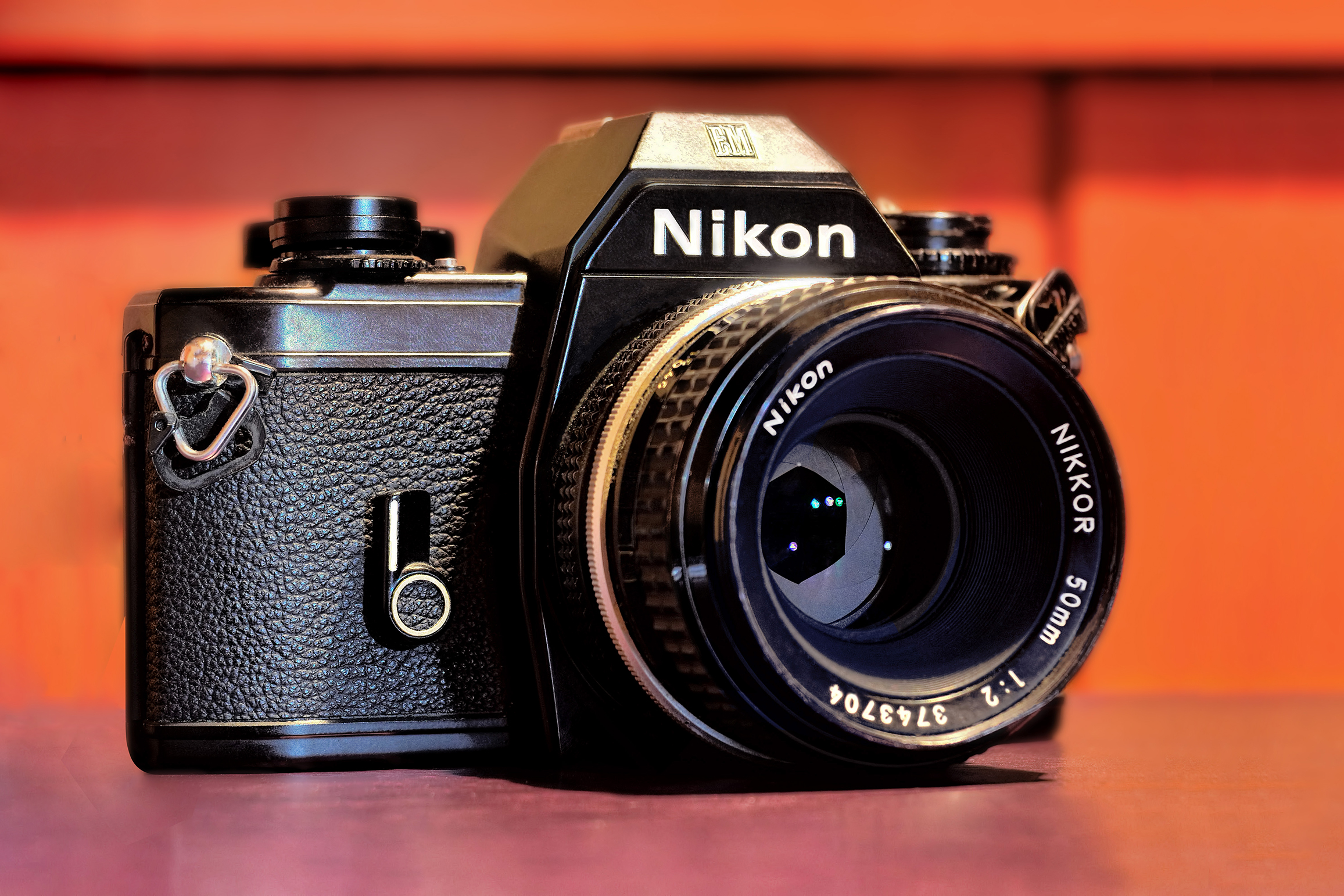
Boitier Nikon EM avec un objectif Nikkor 50mm f/2.

Nikkor est la marque désignant les optiques interchangeables produites par le fabricant japonais d'appareils photo Nikon notamment pour ses boîtiers reflex en monture F et, plus récemment, pour la ligne d'appareils photo hybride Nikon Z.
Le nom vient de l'abréviation « Nikko » venant de Nippon Kogaku K.K., le nom original de la société, auquel a été ajouté un « r », comme il était commun à l'époque pour les optiques photographiques.
La marque Nikkor a été introduite en 1932, un rendu occidental d'une version antérieure Nikkō (日光), une abréviation du nom complet original de la société Nippon Kōgaku ("Japon Optique" ; 日本光学工業株式会社). (Nikkō signifie également "lumière du soleil" et est le nom d'une ville japonaise). En 1933, Nikon a commercialisé son premier objectif d'appareil photo sous la marque Nikkor, le "Aero-NIKKOR", pour la photographie aérienne.
À l'origine, Nikon réservait la désignation Nikkor à ses optiques d'imagerie de la plus haute qualité, mais depuis peu, presque tous les objectifs Nikon portent cette marque.
Les optiques notables de la marque Nikkor comprennent :
- Objectifs en monture F pour boitiers reflex mono-objectif (SLR) argentiques 35mm et numériques (DSLR) (pour une liste complète, voir l'article monture Nikon F).
- Objectifs en monture Z pour appareils photo hybrides Nikon.
- Objectifs en monture 1 pour les appareils photo de la série Nikon 1.
- Objectifs pour les appareils photographiques de moyen format Zenza Bronica et Plaubel Makina (en).
- Objectifs pour les boitiers Nikon en monture S (en) et  les appareils photo à télémètre Leica, ainsi que les tout premiers appareils photo Canon.
- Objectifs amphibies pour les appareils photo sous-marins Nikonos.
- Objectifs pour la photographie grand format.
- Objectifs photographiques EL-Nikkor pour agrandisseur.
- Objectifs pour microscope.
- Objectifs industriels, y compris les objectifs destinés à soutenir l'effort de guerre japonais pendant la Seconde Guerre mondiale.

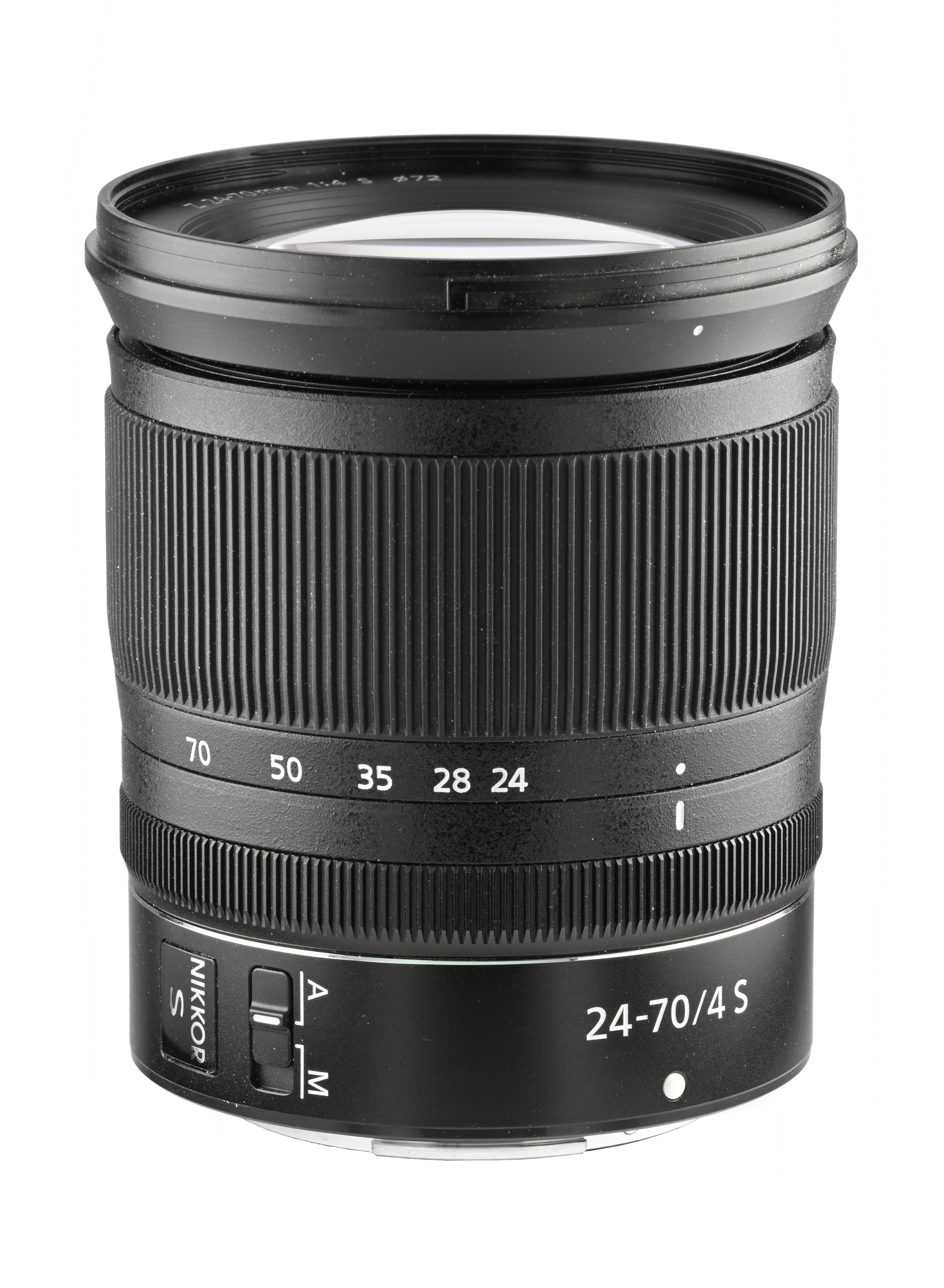
Objectif Nikkor Z 24-70 ƒ/4 S.

## Historique
Les premières optiques photo de Nikon datent de 1933 et étaient compatibles avec les boîtiers Leica ou Contax. Nikon a aussi créé des optiques pour des entreprises qui, depuis, lui sont devenues concurrentes, comme Canon : en 1935, le modèle Hanza de Canon (affichant une grande ressemblance avec les boitiers Leica M) était équipé d'un 50 mm f/3.5. Cette fabrication d'optiques pour Canon a duré jusqu'en 1948.
Les premiers boîtiers Nikon 24 × 36 (35 mm) sont apparus en cette même année 1948.
La fameuse monture F date de 1959, date de lancement du boîtier Nikon F. Elle est toujours utilisée par Nikon pour la monte de ses objectifs. 
En juin 2013, pour les 80 ans des optiques Nikkor, Nikon a annoncé avoir atteint la production de 80 millions d'objectifs.